# شرف (رواية ألف شفق)
إسكندر (بالتركية: İskender)‏ أو شرف حسب الترجمة العربية، هي رواية للروائية التركية إليف شفق. صدرت روايتها شرف عن دار الآداب للنشر ببيروت عام 2013 وترجمها الدكتور محمد درويش. ألقت الضوء على جريمة الشرف في روايتها هذه وتناولت حرية المرأة وشرف العائلة والعادات والتقاليد التي من شأنها أن تُشعر المرأة بقيمة عظمى بحال إنجابها لذكر وقد تستمر بالإنجاب إلى أن تُرزق بذكر. تناولت روايتها هذه الكثير من القضايا التي تُعنى بها المرأة. تحاول عائلة «طبرق» الكرديّة، عبثًا، في المنفى الابتعاد عن التقاليد والمعتقدات، التي تبقى تلاحقهم حتى آخر نقطة دم.
يجد أولاد عائلة طبرق أنفسَهم عالقين في فخّ الماضي، ومصدومين بجريمة مروّعة تقلب حياتهم رأسًا على عقب.
رواية قويّة تجري أحداثها بين تركيا ولندن، تحكي الفقدان والعذاب، الوفاء والخيانة، صراع الحداثة والتقاليد، فتمزِّق العائلات إربًا إربًا. تُهديها إلى أولئك الذين يسمعون، وأولئك الذين يرون، وأولئك المتألمين الصامتين. كما اعتدنا على كتابات إليف شفق في رواياتها السابقة استخدام أسلوب التنقّل بين الأزمنة المختلفة، فتتنقّل في هذه الرواية ما بين عام 1945 وعام 1992.

## شخوص الرواية
- بمبه (بخت حسب الترجمة العربية)
- آدم
- إسكندر
- أسماء
- يونس
- جميلة (بس حسب الترجمة العربية)
- كيت
- إلياس
- طارق
- روكسانا

## القصة
صمتت نازي، الأم، أياماً ولم تستجب لكل ضغوط زوجها كي تسمي الطفلتين التوأمين، وعندما عادت عن صمتها أسمتهما «بخت»، و» بس»، كصرخة احتجاج أنها أخذت حظها من إنجاب البنات وهذا يكفي وكانت قد انجبت ست إناث قبل «بخت» و «بس». زوجها بيرزو سخر من تسميتها فأسماهما «بمبي»، و«جميلة»، لكن تسمية الأم لم تُهمل فأخذت كل من الفتاتين التسميتين معاً: بمبي – بخت، وجميلة – بس. الأب بيرزو يصر على تعليم الفتاتين التوأمين في المدارس التركية، مبرراً ذلك أمام زوجته المعترضة «كي يتمكنَّ من قراءة الدستور». لم تستفد الأم من نذورها كي يرزقها الله بذكر بعد ست بنات، فأنجبت توأمين، ثم عادت وحملت بأنثى في سن التاسعة والأربعين، وودعت الحياة أثناء الولادة مع جنينها الأنثى أيضاً. قدر الابنتين التوأمين يتقاطع أحيانا بعكس سعادتهما، حين يعشق آدم طبرق جميلة، ثم يتزوج بمبي، وعندما ينوي اسكندر ابن بمبي قتل أمه بداعي الدفاع عن «الشرف» يقتل خالته جميلة. تذهب أسماء ابنة بمبي إلى السجن لمرافقة أخيها المفرج عنه بعد قتله خالته«جميلة»، رغم أن الجميع، بما فيها السلطات الإنكليزية التي حكمت عليه بالسجن، يظنون أنه قتل والدته «بمبي».في الطريق تفكر أسماء بكتابة قصة حياة والدتها بمبي، مستفيدة من موهبتها في الكتابة، ومن إحساسها بالواجب تجاه والدتها وخالتها وعائلتها التي انتقلت من القرية إلى إسطنبول، قبل الهجرة إلى لندن. إذا بكت إحدى التوأمين في الشرق، بكت الأخرى في الغرب. وعليه، عندما شعرت جميلة أن أختها بمبي في ضائقة قررت السفر إلى لندن لتتلقى طعنة في قلبها على الجهة اليمنى من جسدها نيابة عن أختها. وظل الابن اسكندر يعتقد لسنوات وهو في السجن أنه قتل والدته قبل أن يوضح له أخوه يونس الحقيقة محذراً إياه من التعرض بالأذى لوالدتهما.